# Абалаково (Железнодорожное сельское поселение)
Абала́ково — посёлок в Енисейском районе Красноярского края России. Образует сельское поселение Железнодорожный сельсовет. 
В посёлке находится железнодорожная станция Абалаково.

## История
Посёлок основывается и начинает строиться при железнодорожной станции комсомольцами в 1972 году. Первоначально получил название Комсомольский. Позже дано современное название Абалаково (от села находящегося поблизости). 

## Инфраструктура
Восьмилетняя школа ст. Абалаково основана в октябре 1972 году. Здание — деревянное одноэтажное. Кроме учебных кабинетов имеются мастерская, спортзал, столовая, библиотека.
Имеется дом культуры, больница. 
Население работает в сфере торговли и бюджета.

## Население
| 2010 | 2012 | 2013 | 2014 | 2015 | 2016 | 2017 |
| ---- | ---- | ---- | ---- | ---- | ---- | ---- |
| 773  | ↗803 | ↗847 | ↗888 | ↗952 | ↗973 | ↘953 |